# Illescas
Illescas – gmina w Hiszpanii, w prowincji Toledo, w Kastylii-La Mancha, o powierzchni 57,35 km². W 2011 roku gmina liczyła 24 581 mieszkańców.